# Ėvensk
Ėvensk (in lingua russa Эвенск) è un centro abitato dell'Oblast' di Magadan, capoluogo del Severo-Ėvenskij rajon.